# マイスナー方程式
数学におけるマイスナー方程式（マイスナーほうていしき、英: Meissner equation）とは、ヒル微分方程式の特殊例であるような線型常微分方程式で、その周期関数が矩形波で与えられるようなものである 。マイスナー方程式を記述する方法は多く存在する。一つ目は、
{\displaystyle {\frac {d^{2}y}{dt^{2}}}+(\alpha ^{2}+\omega ^{2}\operatorname {sgn} \cos(t))=0}
あるいは
{\displaystyle {\frac {d^{2}y}{dt^{2}}}+(1+rf(t;a,b))y=0}
である。ここで
{\displaystyle f(t;a,b)=-1+2H_{a}(t\mod (a+b))}
であり、{\displaystyle H_{c}(t)} は {\displaystyle c} にシフトされたヘビサイド関数である。他には
{\displaystyle {\frac {d^{2}y}{dt^{2}}}+\left(1+r{\frac {\sin(\omega t)}{|\sin(\omega t)|}}\right)y=0}
などのようにも記述される。マイスナー方程式ははじめ、ある共振問題に関する簡単な問題として研究された。それはまた、進化生物学における共振問題を理解する上でも役に立つ。
マイスナー方程式の時間依存性は区分線型であるため、マシュー函数とは異なり、多くの計算を正確に実行することが出来る。{\displaystyle a=b=1} のとき、そのフロケ指数は二次方程式
{\displaystyle \lambda ^{2}-2\lambda \cosh({\sqrt {r}})\cos({\sqrt {r}})+1=0.}
の根であるが、フロケ行列の行列式は 1 であるため、{\displaystyle |\cosh({\sqrt {r}})\cos({\sqrt {r}})|<1} であれば原点は中心であり、そうでない場合はサドルノードとなる。